# Emoia aneityumensis
Emoia aneityumensis är en ödleart som beskrevs av  Medway 1974. Emoia aneityumensis ingår i släktet Emoia och familjen skinkar. IUCN kategoriserar arten globalt som starkt hotad. Inga underarter finns listade i Catalogue of Life.